# Підвищення (фільм, 2024)
Підвищення — американська романтична комедія 2024 року режисера Карлсона Янга з Камілою Мендес, Арчі Рено, Томасом Кречманном, Грегорі Монтелем, Леною Олін і Марісою Томей у головних ролях.
Фільм є сучасним переказом класичної казки «Попелюшка» і вийшов на Amazon Prime Video 9 лютого 2024 року. Історія розповідає про Ану Сантос, амбіційну стажерку у галузі мистецтва Нью-Йорка, чиє життя та кар'єра змінюються, коли випадково її підвищують до першого класу на рейсі до Лондона.

## Сюжет
Молода стажерка Ана намагається досягти успіху у своїй кар'єрі. Вона мріє стати відомою і визнаною у світі мистецтва. Одного дня їй випадає можливість поїхати у ділову подорож до Лондона разом із керівником компанії.
Під час перельоту вона знайомиться з Вільямом, чарівним і успішним молодим чоловіком. Між ними одразу виникає симпатія, і дівчина замислюється над своїми почуттями до нього. Її приваблює харизма, доброта та життєвий досвід, але дівчина розуміє, що соціальний статус і різниця в життєвих цілях можуть стати серйозною перепоною на шляху до щастя. У Лондоні життя Ани стає ще більш насиченим: вона відвідує галереї, знайомиться з впливовими людьми у світі мистецтва, і навіть отримує пропозицію виставити свої роботи на престижній виставці. Але тепер перед нею постає складний вибір між професійними амбіціями, які нарешті починають здійснюватися, і почуттями, які стають все глибшими.
Її сумніви лише посилюються, коли вона дізнається, що Вільям теж має свої таємниці. Його сім'я, яка не сприймає простих людей, чинить тиск, і Ана починає сумніватися, чи є у них спільне майбутнє.

## У ролях
- Каміла Мендес — Анна Сантос
- Арчі Рено — Вільям
- Маріса Томей — Клер, керівния Ани
- Лена Олін
- Ентоні Гед
- Томас Кречманн
- Грегорі Монтель
- Рейчел Меттьюз
- Фола Еванс-Акінгбола

## Виробництво
У серпні 2022 року повідомлялося, що Каміла Мендес і Арчі Рено взяли участь у фільмі, виробництво якого розпочато у Великій Британії. Наступного місяця було оголошено, що Маріса Томей і Лена Олін долучилися до акторського складу.

## Саундтрек
Саундтрек до фільму виконав Ісом Інніс з рок-гурту Foster the People, а кілька треків написав Руді Манкузо. Альбом із саундтреком вийшов 11 квітня 2024 року.

## Реліз
Фільм вийшов на Amazon Prime Video 9 лютого 2024 року.